# فرار وطرد الألمان (1944–1950)

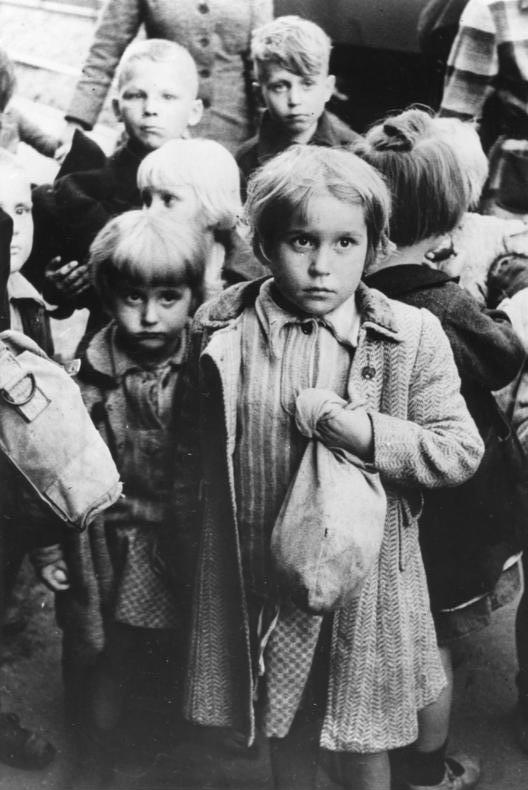
أغسطس 1948، أطفال ألمان تم ترحيلهم من الأراضي الألمانية التي ضمتها بولندا وصلوا إلى ألمانيا الغربية.

خلال المراحل اللّاحقة للحرب العالمية الثانية وفترة ما بعد الحرب، تم طرد المواطنين الألمان وذوي الأصول الألمانيّة من مختلف بلدان أوروبا الشرقية وإرسالهم إلى الأراضي المتبقية من ألمانيا والنمسا. بعد عام 1950، هاجر البعض إلى الولايات المتحدة وأستراليا ودول أخرى. ويشمل ذلك المناطق المتأثرة كالمناطق الشرقية السابقة لألمانيا، والتي ضُمت من قبل بولندا والاتحاد السوفييتي بعد نهاية الحرب، وكذلك الألمان الذين كانوا يعيشون داخل حدود ما قبل الحرب لـبولندا وتشيكوسلوفاكيا والمجر ورومانيا ويوغسلافيا ودول البلطيق . كان النازيون قد وضعوا خططاً أنجزت فقط بشكل جزئي قبل هزيمة ألمانيا لإزالة العديد من الشعوب السلافية واليهود من أوروبا الشرقية وتوطين المنطقة بـالألمان. لقد شكّل طرد الألمان في فترة ما بعد الحرب جزءاً رئيسياً من إعادة تشكيل الجغرافيا السياسية والعرقية في أوروبا الشرقية في أعقاب الحرب العالمية الثانية، التي حاولت خلق دول متجانسة عرقياً داخل حدود مُعاد رسمها وتعريفها. بين 1944 و1948 انتقل حوالي 31 مليون شخص، بما في ذلك العرق الألماني ( 'Volksdeutsche') وكذلك المواطنين الألمان ('Reichsdeutsche')، انتقلوا وبصفة دائمة أو مؤقتة من وسط وشرق أوروبا.
بحلول عام 1950، حوالي 12 مليون ألماني فروا أو طُردوا من شرق ووسط أوروبا إلى النمسا وألمانيا التي يحتلها الحلفاء. وضعت حكومة ألمانيا الغربية إحصائية لما مجموعه 14 مليون نسمة، بما في ذلك المهاجرون ذوي الأصل الألماني إلى ألمانيا بعد عام 1950، والأطفال الذين ولدوا لأبوين مهجرين. أكبر عدد أتى من الأراضي السابقة لألمانية المتنازل عنها لـ بولندا والاتحاد السوفيتي (حوالي 7 ملايين)، ومن تشيكوسلوفاكيا (حوالي 3 مليون). خلال الحرب الباردة أدخلت حكومة ألمانيا الغربية أيضا في حساباتها كمهجرين مليون من المستوطنين الأجانب كانوا قد استقروا في الأراضي التي احتلتها ألمانيا النازية خلال الحرب العالمية الثانية.
عدد القتلى المعزي إلى السفر والطرد كان موضع خلاف، حيث تراوحت التقديرات بين 500 ألف ووصلت إلى تقدير ألمانيا الغربية الديموغرافي في الخمسينات لأكثر من مليونَي نسمة. وضعت التقديرات الأخيرة من قبل بعض المؤرخين مجموع مابين 500 ألف و600 ألف حالة وفاة. وهم يؤكدون أن أرقام حكومة ألمانيا الغربية تفتقر إلى الدعم الكافي وأنه خلال الحرب الباردة استخدمت أرقاما أعلى للدعاية السياسية. وضع متحف التاريخ الألماني الرقم على 600 ألف، مؤكدا أن إحصائية مليونَي حالة وفاة في دراسات الحكومة السابقة لا يمكن دعمها. الموقف الرسمي الحالي للحكومة الألمانية أن عدد القتلى الناتج عن السفر والطرد تراوح بين 2 و 2,5 مليون مدني.
وقعت عمليات الإزالة في ثلاث مراحل متداخلة، أولها كان إخلاء منظم للعرق الألماني من قبل الحكومة النازية في مواجهة تقدم الجيش الأحمر، في الفترة من منتصف 1944 إلى أوائل عام 1945. وكانت المرحلة الثانية الفرار الغير منظم للعرقية الألمانية بعد هزيمة قوات الفيرماخت. وكانت المرحلة الثالثة أكثر تنظيما بعد اتفاق بوتسدام من قبل قادة الحلفاء "، الذي أعاد تعريف حدود أوروبا الوسطى وافق على طرد الألمان من بولندا وتشيكوسلوفاكيا والمجر. أرسل العديد من المدنيين الألمان إلى معسكرات الاعتقال والعمل حيث كانت يستخدمون في أعمال السخرة كجزء من التعويضات الألمانية إلى دول في أوروبا الشرقية. عمليات الطرد الرئيسية كانت قد اكتملت في عام 1950. وتشير تقديرات للعدد الإجمالي للأشخاص من أصل ألماني الذين عاشوا في أوروبا الوسطى والشرقية عام 1950 من 700,000 إلى 2.7 مليون نسمة.

## خلفية

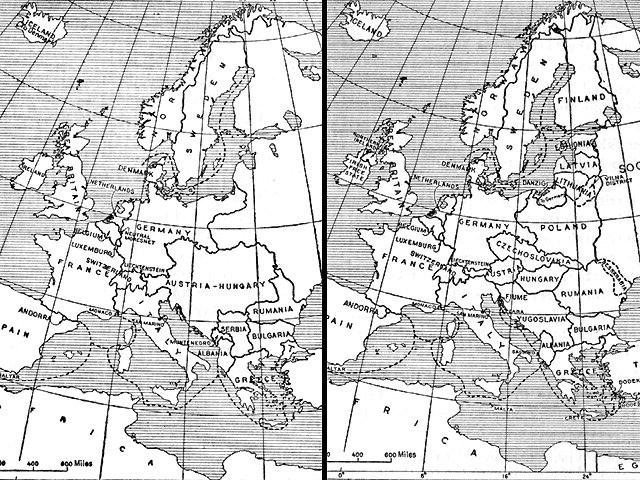
أوروبا قبيل وبعد الحرب العالمية الأولى.

بل الحرب العالمية الثانية، كانت منطقة شرق ووسط أوروبا تفتقر بصورة عامة إلى مستوطنات عرقية واضحة. كانت هناك بعض المناطق ذات الغالبية العرقية، ولكن كانت هناك أيضًا مناطق مختلطة شاسعة وبؤر صغيرة كثيرة تحوي على مختلف الفئات العرقية. وضمن مناطق الاختلاف هذه، بما في ذلك المدن الكبرى في أوروبا الوسطى والشرقية، حدث تفاعل دائم بين مختلف المجموعات العرقية يوميًا لعدة قرون، ولكن ليس بانسجام دائم على الصعيد المدني والاقتصادي.
مع ظهور القومية في القرن التاسع عشر، أصبحت مسألة الانتماء العرقي للمواطنين قضية في المطالب الإقليمية والتصور الذاتي / الهوية للدول وادعاءات التفوق العرقي. قدمت الإمبراطورية الألمانية فكرة التسوية القائمة على العرق في محاولة لضمان وحدة أراضيها. كانت أيضًا أول دولة أوروبية حديثة تقترح نقل السكان كوسيلة لحل «النزاعات القومية»، ونوت إزالة البولنديين واليهود من «شريط الحدود البولندية» بعد الحرب العالمية الأولى وتوطينهم مع المسيحيين الذين أصلهم ألماني.
بعد انهيار الإمبراطورية النمساوية المجرية والإمبراطورية الروسية والإمبراطورية الألمانية في نهاية الحرب العالمية الأولى، أعلنت معاهدة فرساي تشكيل عدة دول مستقلة في وسط وشرق أوروبا، في مناطق كانت تسيطر عليها هذه القوى الإمبراطورية سابقًا. لم تكن أي من الولايات الجديدة متجانسة عرقيًا. بعد عام 1919، هاجر العديد من الأشخاص من أصل ألماني من الأراضي الإمبراطورية السابقة إلى ألمانيا والنمسا بعد أن فقدوا مكانتهم المتميزة في تلك الأراضي الأجنبية، حيث حافظوا على مجتمعات الأغلبية. في عام 1919 أصبح الألمان العرقيون أقليات قومية في بولندا وتشيكوسلوفاكيا وهنغاريا ويوغوسلافيا ورومانيا. في السنوات التالية، شجعتهم الأيديولوجية النازية على المطالبة بالاستقلال الذاتي المحلي. في ألمانيا خلال الثلاثينيات، ادعت الحملات الدعائية النازية أن الألمان في أماكن أخرى كانوا عرضة للاضطهاد. شكل المؤيدون النازيون في جميع أنحاء أوروبا الشرقية (كونراد هينلين في تشيكوسلوفاكيا، ودويتشر فولكسفيرباند ويونغدويتشي بارتاي في بولندا، (وفولكسبوند دير دويتشين إن أونغارن) في هنغاريا) الأحزاب السياسية النازية المحلية الممولة ماليًا من وزارة الخارجية الألمانية، على سبيل المثال من قبل هوبتامت فولكسدويتشه متلشتله. ولكن، بحلول عام 1939 عاش أكثر من نصف الألمان البولنديين خارج الأراضي الألمانية السابقة في بولندا بسبب تحسن الفرص الاقتصادية.
تعداد السكان من أصل ألماني: تقديرات ألمانيا الغربية في عام 1958 مقابل أرقام التعداد الوطني لـ ما قبل الحرب (1930/31)
| الوصف                 | تقدير ألمانيا الغربية لعام 1939 | بيانات التعداد الوطني 1930-31 | الاختلاف     |
| الحدود البولندية 1939 | 1,371,000 نسمة                  | 741,000 نسمة                  | 630,000 نسمة |
| تشيكوسلوفاكيا         | 3,477,000 نسمة                  | 3,232,000 نسمة                | 245,000 نسمة |
| يوغوسلافيا            | 536,800 نسمة                    | 500,000 نسمة                  | 36,800 نسمة  |
| هنغاريا               | 623,000 نسمة                    | 478,000 نسمة                  | 145,000 نسمة |
| رومانيا               | 786,000 نسمة                    | 745,000 نسمة                  | 41,000 نسمة  |

ملاحظات:
- وفقًا لإحصاءات التعداد الوطني، كانت نسبة السكان من أصل ألماني من إجمالي السكان: بولندا 2.3%، تشيكوسلوفاكيا 22.3%، هنغاريا 5.5%، رومانيا 4.1% ويوغوسلافيا 3.6%.[24]
- أرقام ألمانيا الغربية هي الأساس المستخدم لتقدير الخسائر في عمليات الترحيل.[18]
- جُزء تعداد ألمانيا الغربية لبولندا إلى 939,000 ألماني أحادي اللغة و432,000 ثنائي اللغة البولندية/الألمانية.[25]
- تشمل أرقام ألمانيا الغربية لبولندا 60,000 شخص في زاولزي التي ضمتها بولندا في عام 1938. في تعداد عام 1930، اعتبرت هذه المنطقة من تعداد تشيكوسلوفاكيا.[25]
- وضع تحليل ألمانيا الغربية لقائمة الشعب الألماني خلال الحرب من قبل ألفريد بومان أعداد المواطنين البولنديين في المناطق البولندية التي ضمتها ألمانيا النازية والذين عرفوا أنفسهم بأنهم ألمان 709,500 بالإضافة إلى 1,846,000 بولندي مرشح للألمنة. بالإضافة إلى ذلك، كان هناك 63,000 شخص فولكس دويتشه في الحكومة العامة.[26] استشهد مارتن بروزات بوثيقة تحتوي على أرقام مختلفة لقائمة الشعب الألماني، حُدد 1,001,000 شخص كألماني و1,761,000 كمرشحين للألمنة.[27] استثنت قائمة الشعب الألماني الأشخاص من أصل ألماني الذين استقروا في بولندا خلال الحرب.
- تشمل أرقام التعداد الوطني للألمان اليهود الناطقين بالألمانية. بولندا (7,000)[28] الأراضي التشيكية لا تشمل سلوفاكيا (75,000)[29] والمجر 10,000،[30] ويوغوسلافيا (10,000).[31]

خلال الاحتلال الألماني النازي، سجل العديد من المواطنين من أصل ألماني في بولندا في قائمة الشعب الألماني. حصل البعض على مناصب مهمة في السلم الإداري للنازية، وشارك البعض في الفظائع النازية، ما تسبب في استياء تجاه المتحدثين بالألمانية بشكل عام. استخدم سياسيو الحلفاء هذه الحقائق لاحقًا كأحد مبررات طرد الألمان. الموقف المعاصر للحكومة الألمانية هو أنه في حين أسفرت جرائم الحرب في الحقبة النازية عن طرد الألمان، الوفيات بسبب الطرد كانت ظالمة.
خلال الاحتلال الألماني لتشيكوسلوفاكيا، خاصة بعد الأعمال الانتقامية لاغتيال راينهارد هايدريش، طالبت معظم مجموعات المقاومة التشيكية بحل «المشكلة الألمانية» عن طريق النقل / الطرد. تُبنيت هذه المطالب من قبل الحكومة التشيكوسلوفاكية في المنفى، والتي طلبت دعم الحلفاء لهذا الاقتراح، بدءًا من عام 1943. لم يصلوا إلى اتفاق نهائي لنقل الألمان حتى مؤتمر بوتسدام.
كانت سياسة الطرد جزءًا من إعادة تشكيل جيوسياسية وعرقية لأوروبا ما بعد الحرب. جزئيًا، كان ذلك انتقامًا من بدء ألمانيا النازية الحرب وما تلاها من فظائع وتطهير عرقي في أوروبا الواقعة تحت الاحتلال النازي. اتفق قادة الحلفاء فرانكلين روزفلت من الولايات المتحدة، وونستون تشرشل من المملكة المتحدة، وجوزيف ستالين من الاتحاد السوفيتي، من حيث المبدأ قبل نهاية الحرب على نقل حدود أراضي بولندا غربًا (لمسافة غير محددة) وأن السكان من أصل ألماني المتبقيين كانوا عرضة للطرد. وأكدوا لقادة الحكومات البولندية والتشيكوسلوفاكية في المنفى، اللتان احتلتهما ألمانيا النازية، دعمهم لهذه القضية.

## أسباب ومبررات الطرد

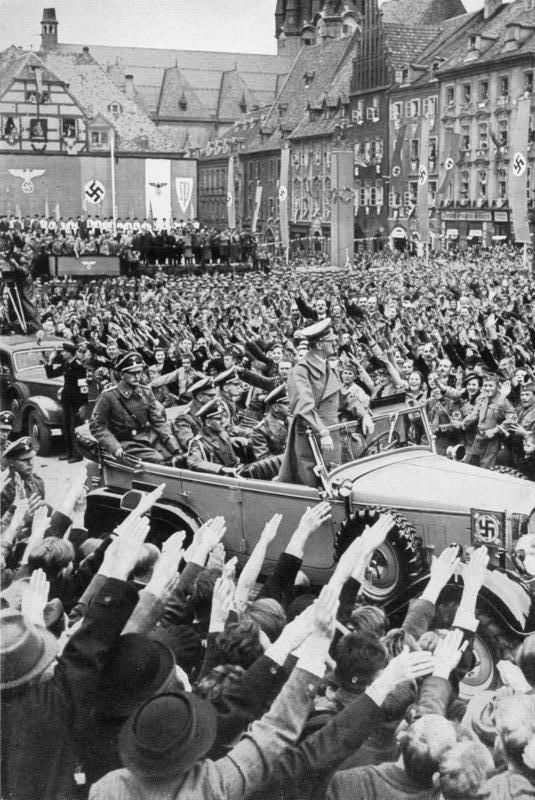
استقبال الحشود لرأس النظام النازي أدولف هتلر في السوديت بتشيكوسلوفاكيا التي نال بها حزب السوديت الألماني نسبة 88% من أصوات الناخبين الألمان في شهر مايو عام 1983.

بالنظر إلى التاريخ المعقد للمناطق المتأثرة والمصالح المتباينة لقوى الحلفاء المنتصرة من الصعب أن ننسب مجموعة محددة من الدوافع إلى عمليات الطرد. تنص بنود اتفاقية بوتسدام الغامضة على: «إن الحكومات الثلاث، بعد أن نظرت في المسألة من جميع جوانبها، تدرك أن نقل السكان الألمان، أو عناصر منهم، أو المتبقين في بولندا وتشيكوسلوفاكيا وهنغاريا، إلى ألمانيا يجب القيام به. واتفقوا على أن عمليات النقل التي تجري يجب أن تُنجز بطريقة منظمة وإنسانية». الدوافع الرئيسية التي كُشفت هي ما يلي:
- الرغبة في إنشاء دول قومية متجانسة عرقيًا: هذه الفكرة قدمها العديد من المؤلفين كمسألة رئيسية حفزت عمليات الطرد.[42][43][44][45][46][47]
- نظرة إلى الأقلية الألمانية على أنها قد تسبب إشكالية: من المنظور السوفيتي، الذي شاركته الإدارات الشيوعية التي أُنشئت في أوروبا الواقعة تحت الاحتلال السوفيتي، كان يُنظر إلى تعداد السكان الألمان الكبير المتبقي خارج ألمانيا ما بعد الحرب على أنهم «طابور خامس» الذي من المحتمل أن يكون مزعجًا بسبب بنيته الاجتماعية، وقد يُعرقل مشروع السوفيتية المتصور تطبيقه في البلدان المعنية.[48] رأى الحلفاء الغربيون أيضًا تهديد وجود «طابور خامس» ألماني محتمل، خاصة في بولندا بعد التعويض المتفق عليه مع الأراضي الألمانية السابقة.[42] بشكل عام، كان الحلفاء الغربيون يأملون في ضمان سلام أكثر ديمومة من خلال القضاء على الأقليات الألمانية، الأمر الذي اعتقدوا أنه يمكن القيام بها بطريقة إنسانية.[42][49] دُعمت فكرة طرد السكان من أصل ألماني من قبل ونستون تشرشل وأنطوني إيدن منذ عام 1942.
- الدافع الآخر كان معاقبة الألمان:[42][44][47][50] إذ أعلن الحلفاء أنهم مذنبون بشكل جماعي في جرائم الحرب الألمانية.[49][51][52][53]
- الاعتبارات السياسية السوفيتية: رأى ستالين عمليات الطرد كوسيلة لخلق العداء بين الدول التابعة للاتحاد السوفيتي وجيرانها.[54] ستحتاج الدول التابعة للاتحاد بعد ذلك إلى حماية الاتحاد السوفيتي. خدم الطرد عدة أغراض عملية كذلك.

## الحركات في المراحل اللاحقة من الحرب

### الإخلاء والفرار إلى المناطق داخل ألمانيا
شعر العديد من الألمان بالقلق من الاحتلال السوفيتي الوشيك في وقت متأخر من الحرب ومع تقدم الجيش الأحمر غربًا. كان معظمهم على علم بالانتقام السوفيتي ضد المدنيين الألمان. ارتكب الجنود السوفييت العديد من جرائم الاغتصاب وغيرها من الجرائم الأخرى. نشرت آلة الدعاية النازية أخبارًا مبالغًا بها عن الفظائع التي ارتُكبت في مجزرة نيمرسدورف.
أُعدت خطط لإجلاء السكان الألمان الإثنيين غربًا إلى ألمانيا من بولندا والأراضي الشرقية لألمانيا، من قبل مختلف السلطات النازية في نهاية الحرب. تأخر التنفيذ في معظم الحالات حتى هزيمة القوات الألمانية على يد القوات السوفيتية وتقدم الاخيرة إلى المناطق التي سيجري إجلاؤها. يمكن أن يعزى التخلي عن الملايين من ذوي الأصول الألمانية في هذه المناطق الضعيفة والذين تغلبت عليهم ظروف القتال، إلى التدابير التي اتخذها النازيون ضد أي شخص يشتبه بأنه يتخذ مواقف «انهزامية» (كما نُظر في الإخلاء) وتعصب العديد من الموظفين النازيين لأوامر هتلر التي تقتضي «بعدم التراجع».
شمل أول نزوح للمدنيين الألمان من الأراضي الشرقية كلًا من الفرار التلقائي والإجلاء المنظم، بدءًا من منتصف عام 1944 وحتى أوائل عام 1945. تحولت هذه الظروف إلى فوضى خلال فصل الشتاء عندما أقدمت طوابير طويلة من اللاجئين بدفع العربات عبر الثلوج في محاولة للتقدم على الجيش الأحمر.
عانت رحلات اللاجئين التي كانت في متناول السوفييت المتقدمين، من خسائر عند استهدافهم من قبل الطائرات التي حلقت على ارتفاع منخفض، إضافة إلى الدبابات التي سحقت بعض الناس. قدر الأرشيف الفيدرالي الألماني أن 100- 120,000 مدنيًا (أي 1% من إجمالي السكان) قُتلوا خلال عملية فرارهم وإجلائهم. يؤكد المؤرخان البولنديان فيلتود شينكيفيتش وغزيغوس خريتشوك أن الوفيات المدنية في عملية الفرار والإخلاء تراوحت «بين 600,000 و1.2 مليون ألماني». كان البرد والإجهاد والتفجير الأسباب الرئيسية للموت. أُغرقت سفينة كاي دي إف المزدحمة، المعروفة باسم ويلهيلم غوستولف، في يناير من عام 1945، من قبل غواصة بحرية سوفيتية إس- 13، مما أسفر عن مقتل نحو 9000 مدني وعسكري هربوا من شرق بروسيا في أكبر خسارة في الأرواح حدثت نتيجة غرق سفينة في التاريخ. حاول العديد من اللاجئين العودة إلى الوطن عندما انتهى القتال. عبر 400,000 شخص مرة أخرى قبل تاريخ 1 يناير من عام 1945، نهري أودر ونيس شرقًا، قبل أن تغلق السلطات الشيوعية السوفيتية والبولندية معابر النهر، دخل 800,000 آخرون سيليزيا عبر تشيكوسلوفاكيا.
بحسب اتفاق بوتسدام، كان هناك 4.5 مليون ألماني في نهاية عام 1945 من فروا أو طردوا تحت سيطرة الحكومات المتحالفة. أُحضر نحو 4.5 مليون شخص إلى ألمانيا بين عامي 1946 و1940 في عمليات نقل جماعية منظمة من بولندا وتشيكوسلوفاكيا والمجر. أُدرج نحو 2.6 مليون أسير حرب إضافي باعتبارهم مهجرين.

### الإخلاء والفرار إلى الدنمارك
أُجلي العديد من الجنود والمدنيين من ساحل البلطيق على متن سفينة في سياق عملية هانبيال.
أُجلي نحو 250,000 ألماني ما بين 23 يناير و5 مايو من عام 1945، في المقام الأول من شرق بروسيا وبوميرانيا ودول البلطيق إلى الدنمارك التي تحتلها النازية، على أساس أمر صادر عن هتلر في 4 فبراير من عام 1945. بلغ عدد اللاجئين الألمان إلى الدنمارك في نهاية الحرب 5% من إجمالي عدد سكان الدنمارك. ركز الإخلاء على النساء والمسنين والأطفال، ثلثهم تحت سن الخامسة عشرة.
أُقيمت عدة مئات من مخيمات اللاجئين في جميع أنحاء الدنمارك بعد الحرب، كان أكبرها مخيم أوكسبول الذي ضم 37000 معتقل، وكانت هذه المعسكرات تحت حراسة الوحدات العسكرية الدنماركية. أصبح الوضع أخف حدة بعد أن تحدث 60 رجل دين دنماركي دفاعًا عن اللاجئين في رسالة مفتوحة، وبعد تولي الديمقراطي الاجتماعي يوهانس جاربل إدارة شؤون اللاجئين في 6 سبتمبر من عام 1945. احتل الجيش الأحمر جزيرة بورنهولم في 9 مايو من عام 1945، فنقل السوفييت بين 9 مايو و1 يونيو من العام نفسه، 3000 لاجئ و17,000 جندي من قوات الفيرماخت من الجزيرة إلى كولبرغ. توفي 13,492 لاجئ ألماني من بينهم 7000 طفل تحت عمر الخمس سنوات في عام 1945.
وفقًا للطبيب الدنماركي والمؤرخ والفيزيائي كيرستن ليلوف، كان سبب هذه الوفيات بشكل جزئي الحرمان من الرعاية الطبية التي يتحمل مسؤوليتها الفريق الطبي الدنماركي، إذ رفضت كل من الرابطة الدنماركية للأطباء والصليب الأحمر الدنماركي تقديم العلاج الطبي للاجئين الألمان منذ مارس عام 1945. غادر اللاجئون الألمان الدنمارك في 15 فبراير من عام 1949. وافقت ألمانيا الغربية والدنمارك في معاهدة لندن التي وُقعت في 26 فبراير من عام 1953، على مبلغ دفعته ألمانيا الغربيةـ بين عامي 1953 و1953، تصل قيمته إلى 160 مليون كرونة دنماركية لرعاية اللاجئين.

## ما بعد هزيمة ألمانيا
انتهت الحرب العالمية الثانية في أوروبا بهزيمة ألمانيا في مايو من عام 1945. بحلول هذا الوقت كان كل من شرق ربا وقسم كبير من أوروبا الوسطى تحت الاحتلال السوفيتي. شمل ذلك معظم مناطق الاستيطان الألمانية التاريخية، وكذلك منطقة الاحتلال السوفيتي في شرق ألمانيا.

وافق الحلفاء على شروط الاحتلال، منها الحدود الإقليمية لألمانيا وطرد الألمان الإثنيين من بولندا وتشيكوسلوفاكيا والمجر بعد الحرب إلى مناطق احتلال الحلفاء في اتفاقية بوتسدام، التي صيغت خلال مؤتمر بوتسدام بين 17 يوليو و2 أغسطس من عام 1945. تتعلق المادة الثانية عشرة من الاتفاق بعمليات الطرد وتنص على ما يلي:
تقر الحكومات الثلاث، بعد أن نظرت في المسألة من جميع جوانبها، بضرورة نقل السكان الألمان أو عناصر منهم، ممن بقوا في بولندا وتشيكوسلوفاميا والمجر، إلى ألمانيا. وهي تتفق على أن أي عمليات نقل ينبغي أن تتم بطريقة منظمة وإنسانية.
دعت الاتفاقية كذلك إلى التوزيع المتساوي للألمان المنقولين لإعادة التوطين، بين مناطق الاحتلال الأمريكية والبريطانية والفرنسية والسوفيتية التي تضم ألمانيا ما بعد الحرب العالمية الثانية.
يشار إلى عمليات الطرد التي حدثت قبل التي حدثت قبل اتفاق الحلفاء على شروط بوتسدام باسم عمليات الطرد «غير النظامية». أُجريت هذه العمليات من قبل السلطات العسكرية والمدنية في بولندا التي تحتلها الحرب السوفيتية وتشيكوسلوفاكيا في النصف الأول من عام 1945.
لم يُطرد ما تبقى من الألمان في يوغسلافيا، بل تحولت القرى الألمانية الإثنية إلى معسكرات اعتقال حيث هلك أكثر من 50,000 بسبب الجوع المتعمد والقتل المباشر على يد الحرس اليوغسلافي.